# Závod GP2 Barcelona 2007
Závod GP2 Barcelona 2007 byl v pořadí druhou akcí třetí sezóny závodní série GP2 Series v roce 2007. Konal se na okruhu Circuit de Catalunya ve Španělsku ve dnech 12. a 13. května 2007. 

## Sobotní závod GP 2

### Výsledky
| Pozice | Jezdec             | Vůz                      | Čas           | Body |
| ------ | ------------------ | ------------------------ | ------------- | ---- |
| 1      | Bruno Senna        | Arden International      | 1 h 02:15,237 | 10   |
| 2      | Timo Glock         | iSport International     | á 0:05,333    | 8+2  |
| 3      | Lucas di Grassi    | ART Grand Prix           | á 0:29,210    | 6    |
| 4      | Roldán Rodríguez   | Minardi Piquet Sports    | á 0:30,204    | 5    |
| 5      | Borja Garcia       | Durango                  | á 0:48,253    | 4    |
| 6      | Michail Aljošin    | ART Grand Prix           | á 0:52,274    | 3    |
| 7      | Sergio Jimenez     | Racing Engineering       | á 0:55,994    | 2    |
| 8      | Javier Villa       | Racing Engineering       | á 0:56,815    | 1    |
| 9      | Sakon Jamamoto     | BCN Competicion          | á 1:02,269    |      |
| 10     | Vitalij Petrov     | Campos Racing            | á 1:14,113    |      |
| 11     | Tung Che-pin       | BCN Competicion          | á 1:15,050    |      |
| 12     | Christian Bakkerud | DPR                      | á 1:27,561    |      |
| 13     | Kóhei Hirate       | Trident Racing           | á 1:27,922    |      |
| 14     | Andy Soucek        | DPR                      | á 1:41,215    |      |
| 6      | Kazuki Nakadžima   | DAMS                     | á 2 kola      | 1    |
|        | Odstoupili         | -                        | -             |      |
| *      | Adrian Zaugg       | Arden International      | *             |      |
| *      | Nicolas Lapierre   | DAMS                     | *             |      |
| *      | Luca Filippi       | Super Nova International | *             |      |
| *      | Mike Conway        | Super Nova International | *             |      |
| *      | Jason Tahinci      | FMS International        | *             |      |
| *      | Alexandre Negrao   | Minardi Piquet Sports    | *             |      |
| *      | Pastor Maldonado   | Trident Racing           | *             |      |
| *      | Giorgio Pantano    | Campos Racing            | *             |      |
| *      | Karun Chandhok     | Durango                  | *             |      |
| *      | Antonio Pizzonia   | FMS International        | *             |      |
| *      | Andreas Zuber      | iSport International     | *             |      |

## Nedělní závod GP 2

### Výsledky
| Pozice | Jezdec              | Vůz                      | Čas        | Body |
| ------ | ------------------- | ------------------------ | ---------- | ---- |
| 1      | Timo Glock          | iSport International     |            | 6    |
| 2      | Javier Villa        | Racing Engineering       | á 0:08,579 | 5    |
| 3      | Lucas di Grassi     | ART Grand Prix           | á 0:09,139 | 4    |
| 4      | Bruno Senna         | Arden International      | á 0:09,314 | 3    |
| 5      | Sergio Jimenez      | Racing Engineering       | á 0:22,597 | 2    |
| 6      | Giorgio Pantano     | Campos Racing            | á 0:23,457 |      |
| 7      | Kazuki Nakadžima    | DAMS                     | á 0:25,105 |      |
| 8      | Antonio Pizzonia    | FMS International        | á 0:26,825 |      |
| 9      | Andreas Zuber       | iSport International     | á 0:28,577 |      |
| 10     | Kóhei Hirate        | Trident Racing           | á 0:30,978 |      |
| 11     | Luca Filippi        | Super Nova International | á 0:36,954 |      |
| 12     | Mike Conway         | Super Nova International | á 0:40,398 |      |
| 13     | Adrian Zaugg        | Arden International      | á 0:41,259 |      |
| 14     | Borja Garcia        | Durango                  | á 0:42,233 |      |
| 15     | Karun Chandhok      | Durango                  | á 0:43,857 |      |
| 16     | Vitalij Petrov      | Campos Racing            | á 1 kolo   |      |
| 17     | Pastor Maldonado    | Trident Racing           | á 1 kolo   |      |
| 18     | Sakon Jamamoto      | BCN Competicion          | á 3 kola   |      |
|        | Odstoupili          | -                        | -          |      |
| *      | Nicolas Lapierre    | DAMS                     | *          |      |
| *      | Michael Ammermüller | ART Grand Prix           | *          |      |
| *      | Andy Soucek         | DPR                      | *          |      |
| *      | Christian Bakkerud  | iSport International     | *          |      |
| *      | Tung Che-pin        | BCN Competicion          | *          |      |
| *      | Alexandre Negrao    | Minardi Piquet Sports    | *          |      |
| *      | Jason Tahinci       | FMS International        | *          |      |
| *      | Roldán Rodríguez    | Minardi Piquet Sports    | *          |      |

## Postavení na startu
| *  | *                                   | *  | *                                  |
| -- | ----------------------------------- | -- | ---------------------------------- |
| 1  | Timo Glock 1:27.713                 | *  | *                                  |
| *  | *                                   | 2  | Andreas Zuber + 0.389              |
| 3  | Lucas di Grassi + 0.968             | *  | *                                  |
| *  | *                                   | 4  | Nicolas Lapierre + 0.999           |
| 5  | Mike Conway + 1.004                 | *  | *                                  |
| *  | *                                   | 6  | Giorgio Pantano + 0.771 Penalizace |
| 7  | Bruno Senna + 1.049                 | *  | *                                  |
| *  | *                                   | 8  | Borja Garcia + 1.095               |
| 9  | Luca Filippi + 1.228                | *  | *                                  |
| *  | *                                   | 10 | Karun Chandhok + 1.312             |
| 11 | Antonio Pizzonia + 1.433            | *  | *                                  |
| *  | *                                   | 12 | Roldán Rodríguez + 1.636           |
| 13 | Alexandre Negrao + 1.781            | *  | *                                  |
| *  | *                                   | 14 | Kóhei Hirate + 1.861               |
| 15 | Kazuki Nakadžima + 0.983 Penalizace | *  | *                                  |
| *  | *                                   | 16 | Adrian Zaugg + 1.985               |
| 17 | Vitalij Petrov + + 2.004            | *  | *                                  |
| *  | *                                   | 18 | Sakon Jamamoto + 1.839 Penalizace  |
| 19 | Pastor Maldonado + 1.316            | *  | *                                  |
| *  | *                                   | 20 | Sergio Jimenez + 2.014             |
| 21 | Michail Aljošin + 2.313             | *  | *                                  |
| *  | *                                   | 22 | Jason Tahinci + 2.679              |
| 23 | Christian Bakkerud + 3.130          | *  | *                                  |
| *  | *                                   | 24 | Tung Che-pin + 3.923               |
| 25 | Andy Soucek + 2.417 Penalizace      | *  | *                                  |
| *  | *                                   | 26 | Javier Villa + + 4.460             |

## Průběžné pořadí
Jezdci
| *  | Jezdec           | Body |
| -- | ---------------- | ---- |
| 1  | Timo Glock       | 31   |
| 2  | Bruno Senna      | 18   |
| 3  | Luca Filippi     | 16   |
| 4  | Lucas di Grassi  | 14   |
| 5  | Borja Garcia     | 8    |
| 6  | Nicolas Lapierre | 8    |
| 7  | Andreas Zuber    | 6    |
| 8  | Javier Villa     | 6    |
| 9  | Roldán Rodríguez | 5    |
| 10 | Sergio Jimenez   | 4    |
| 11 | Michail Aljošin  | 3    |
| 12 | Kazuki Nakadžima | 3    |
| 13 | Adrian Zaugg     | 3    |
| 14 | Mike Conway      | 2    |
| 15 | Giorgio Pantano  | 1    |

Tým
| * | Tým                      | Body |
| - | ------------------------ | ---- |
| 1 | iSport International     | 36   |
| 2 | Arden International      | 21   |
| 3 | Super Nova International | 18   |
| 4 | ART Grand Prix           | 17   |
| 5 | DAMS                     | 11   |
| 6 | Racing Engineering SL    | 10   |
| 7 | Durango                  | 8    |
| 8 | Minardi Piquet Sports    | 5    |
| 9 | Campos Racing            | 1    |